# Franciszek Ksawery Kossecki
Franciszek Ksawery Kossecki herbu Rawicz (ur. 3 grudnia 1778 w Kotiużyńcach na Wołyniu, zm. 20 maja 1857 w Warszawie) – dyrektor główny prezydujący Komisji Sprawiedliwości, członek Rady Administracyjnej i Rady Stanu Królestwa Kongresowego  w 1834 roku, generał dywizji armii Królestwa Kongresowego.

## Życiorys
Syn Stanisława zamożnego ziemianina, cześnika podolskiego.Od 4 czerwca 1794 adiunkt w Komisariacie Ubiorczym wojska koronnego. Po upadku powstania kościuszkowskiego udał się do Włoch i w 1797 w stopniu podporucznika wstąpił do Legionów Polskich. Uczestniczył we wszystkich ich kampaniach. Od 1798 adiutant gen. Karola Kniaziewicza. W tym samym roku opracował „Katechizm dla żołnierza” – popularne ujęcie republikańskich założeń ideologicznych, zrozumiałe dla prostego żołnierza. Ranny w 1799. Od 4 marca 1800 roku kapitan w legii naddunajskiej. Uczestnik kampanii nadreńskiej 1800–1801, walczył pod Philipsburgiem, Bergenem 6 lipca, Offenbachem 10 lipca, St. Christoph (Hohenlinden). Po rozwiązaniu Legionów w 1801 wziął dymisję w stopniu kapitana. 
Do służby powrócił w 1807 jako szef batalionu piechoty w Legii Północnej, pełnił również obowiązki szefa sztabu przy gen. J.Zajączku. Uczestnik kampanii pruskiej, walczył pod Grudziądzem, Ortelsburgiem, Wałami itd. 9 marca 1807 awansowany na majora 8 pułku piechoty. 27 grudnia 1807 ponowny awans na pułkownika. 1 stycznia 1808 roku odznaczony Krzyżęm Orderu Virtuti Militari. Odbył kampanię austriacką 1809 (ranny w boju pod Jedlińskiem). 14 czerwca 1809 odznaczony Orderem Legii Honorowej. 
Przystąpił do Konfederacji Generalnej Królestwa Polskiego w 1812 roku. Uczestnik kampanii moskiewskiej 1812, w czasie której otrzymał awans na generała brygady (25 maja 1812). W październiku oraz listopadzie pełnił funkcję dowódcy korpusu bezpośrednio osłaniającego rejon Mińska podczas odwrotu Napoleona z Rosji. Wobec przeważającej liczebności wojsk Rosyjskich, słabemu wyszkoleniu oraz wyposażeniu własnych formacji korpus został rozbity 15 listopada 1812 roku podczas odwrotu z Kojdanowa. Jednak wielokrotnie chwalony za postawę podczas operacji pod Kojdanowem, m.in. przez generałów Jana Henryka Dąbrowskiego, Dominika Dziewanowskiego i Mikołaja Bronikowskiego. Kossecki dysponując pod Kojdanowem siłami w liczbie 2500 żołnierzy, w większości nowozaciężnymi przez 6 godzin dawał odpór 20-tysięcznej, zaprawionej w bojach armii rosyjskiej, z liczną jazdą i artylerią. W czasie boju zabito pod Kosseckim konia, który przygniótł go swoim ciałem. Widzący to żołnierze uznali, że generał został zabity po czym zaczęli uciekać z pola walki. W pewnym momencie Kossecki został sam z garstką wiernych żołnierzy. W zaistniałych warunkach sam Kossecki zmuszony był salwować się ucieczką. Talent dowódczy Kosseckiego był również ceniony przez Księcia Józefa Poniatowskiego, który jeszcze w maju 1812 roku mianował Kosseckiego, wówczas pułkownika, na szefa sztabu 1-ej dywizji korpusu 5-go, którym to Książę Poniatowski dowodził w czasie kampanii rosyjskiej. Z powodu złamania nogi ostatecznie Kossecki tej funkcji nie pełnił. 
Następnie walczył pod Borysowem oraz nad Berezyną. Mianowany komendantem departamentu płockiego. W 1813 walczył w obronie twierdzy Modlin, początkowo jako dowódca obrony, a następnie jako zastępca dowódcy, którym mianowano generała Hermana Wilhelma Daendelsa. W wyniku kapitulacji twierdzy Kossecki dostał się do niewoli rosyjskiej. 
Po uwolnieniu z niej w 1815 dowódca 2. Brygady Piechoty w 1. Dywizji Piechoty Królestwa Polskiego. W tym roku przeszedł do administracji cywilnej, choć pozostał w ewidencji wojska i awansował w 1826 na generała dywizji. 
Członek czynny Towarzystwa Królewskiego Przyjaciół Nauk w Warszawie w 1829 roku.
Po wybuchu powstania listopadowego 1830 uciekł do Wrocławia, skąd udał się do Petersburga z wiernopoddańczym adresem do cara. Po upadku powstania wrócił do Warszawy już jako generał rosyjski i prezes komisji emerytalnej. Jako szef Wydziału Sprawiedliwości wszedł w skład powołanego przez Rosjan Rządu Tymczasowego Królestwa Polskiego.
Zmarł w Warszawie. Pochowany w kościele Kapucynów. 

Jego postawa podczas wojen napoleońskich zawsze zjednywała serca przełożonych jak i podkomendnych. Gen. Józef Zajączek pisał o nim tak:
W nim bowiem wszystko razem znalazłem połączone – odwagę, przytomność, pilność niesfatygowaną, i taką kombinację obrotów w boju, jaką w żołnierzu najdoświadczeńszym rzadko znaleźć można.
Natomiast, jak pisze J.I.Kraszewski w „Pamiętnikach wojennych 1792-1812” można przeczytać, że:
Wiadomo wszystkim, że znany był ze swej uprzejmości i grzeczności dla każdego, iż miał miłość u podwładnych, którzy mówili o nim, iż się gniewać nie umie, że przystępny dla przybywających w interesach, przyjmował ich po całych rankach, pracując za to w nocy.
Był osobą wysoce wykształconą, znał języki francuski oraz niemiecki, nauki matematyczne, statystyczne oraz administracyjne. W latach 1804–1806 wraz z Cyprianem Godebskim wydawał Zabawy Przyjemne i Pożyteczne. 
Był członkiem loży wolnomularskiej Kazimierz Wielki w siódmym stopniu.
Odznaczony Orderem Świętego Stanisława I klasy w 1818 roku. W 1830 roku został nagrodzony Znakiem Honorowym za 25 lat służby.